# Koltjärnen (Ovanåkers socken, Hälsingland)
Koltjärnen är en sjö i Ovanåkers kommun i Hälsingland och ingår i Ljusnans huvudavrinningsområde.
Koltjärnen ligger i Sässmanområdet Natura 2000-område.